# 394 av. J.-C.
Cette page concerne l'année 394 av. J.-C. du calendrier julien proleptique.

## Événements
- Printemps, guerre de Corinthe : le thébain Isménias prend Pharsale aux Spartiates puis s'empare d'Héraclée en Malide et bat les Phocidiens en Locride orientale, près de Naryx[1].
- Juillet, guerre de Corinthe : victoire de Sparte à la bataille de Némée, près de Corinthe[1].
- Début août : victoire navale de Cnide remportée par la flotte perse dirigée par Conon, un athénien, et le satrape Pharnabaze, sur la flotte spartiate commandée par le navarque Pisandre[2]. Cela va permettre aux Perses de rallier l'Ionie et de poster une garnison à Cythère. De nombreuses cités dans les îles et sur la côte asiatique chassent les garnisons spartiates avec l’appui de Conon et de Pharnabaze. Après la victoire, les démocrates des cités d’Ionie élèvent des statues à la gloire de Conon.
- 14 août : éclipse solaire visible à Cnide[3].
- Été, guerre de Corinthe : Agésilas de Sparte est rappelé d’Asie. Il arrive en Béotie par la Thrace, la Macédoine et la Thessalie et remporte une seconde victoire à Coronée contre Athènes, Thèbes, Argos et Corinthe[1].

- Élection à Rome de tribuns militaires à pouvoir consulaire : Lucius Furius Medullinus, Marcus Furius Camillus, Publius Cornelius ou Publius Cornelius Scipio, Caius Aemilius Mamercinus, Lucius Valerius Publicola et Spurius Postumius Albinus Regillensis. Camille assiège Faléries et lui impose un tribut. Il aurait impressionné les défenseurs en refusant la trahison d'un maître d'école qui lui aurait donné ses élèves en otage pour obliger leurs parents à la reddition. Des députés sont envoyés au temple d'Apollon à Delphes pour y apporter une coupe d'or en offrande à la suite de la chute de Véies[4].

- Exil de Pausanias Ier, roi de Sparte qui est remplacé par son fils Agésipolis Ier (toujours conjointement avec Agésilas II)[5].
- En Sicile, Rhégion fonde une colonie à Mylae où s'établissent des réfugiés de Naxos et de Catane, bannis par Denys l'Ancien ; une armée de Rhégion attaque Messana, sous le commandement de l'émigré syracusain Heloris. L'attaque ayant échoué, Mylae doit être évacuée. Pendant l'hiver, Denys assiège Tauromenium dont les habitants ont rejeté son alliance, mais est tenu en échec par les Sicules ; il est lui-même blessé au cours d'un assaut. Après cet échec, il perd l'alliance d'Agrigente et de Messana[6].

## Naissances
- Polyperchon, général d'Alexandre le Grand.

## Décès
- Aéropos II de Macédoine.